# Laura Bustamante
Laura Soledad Bustamante Arteaga (Ciudad Madero, Tamaulipas, 24 de noviembre de 1981) es una locutora, actriz de cine y de doblaje estadounidense de origen mexicana.

## Filmografía

### Películas animadas
- Fievel en Un Cuento Americano y Un Cuento Americano 2: Fievel va al Oeste.
- Jenny en Oliver y su pandilla.
- Príncipe Derek (niño) en La princesa encantada.
- Patito en The Land Before Time.
- Louie en ¡Chicos! Estamos de vuelta.
- Cloe en Bratz, El Video: Las Estrellas del Estilo.

### Películas
Matthew Garber:
- Rodney en La Gnomónica.

Keshia Knight Pulliam:
- Molly en La pequeña cerillera.
- Polly en Polly y Polly: ¡Ven a Casa!
- Wendy en Cortando La Mostaza.

Otros:
- Bo Peep (Ann Jillian) en La tierra de los juguetes.
- Hermanas de Richie Valens (Katie Valdez y Gloria Balcorta) en La Bamba.
- Tim (Joseph Mazzelo) en Jurassic Park.
- Bamm Bamm (Hlyner y Marino Sigurdsson y E.G. Daily) en Los Picapiedra.
- Kathleen "Kat" Harvey (Christina Ricci) en Casper.
- Voces addiconales en Nuestra pandilla 2: Travesuras en el parque.